# Lenguas atabascanas de Alaska meridional
Las lenguas atabascanas de Alaska meridional son el ahtna (ahtena) y el dena'ina (tanaina) que diversos autores constituyen un subgrupo filogenético del grupo atabascano septentrional.

## Comparación léxica
Los numerales en diferentes lenguas atabascanas de Alaska meridional son:
| GLOSA | Ahtna         | Dena'ina           | PROTO- ALASKA Mer. | PROTO- APACHE |
| ----- | ------------- | ------------------ | ------------------ | ------------- |
| '1'   | ʦ’ilk’ey      | ʦilki              | *ʦ’ilk’i           | *táłaʼáí      |
| '2'   | nadaegːi      | teča nodiyai       | *na-daigi          | *nakih        |
| '3'   | taːʼi         | tugi               | *taːgi             | *taːgi        |
| '4'   | denc'ih       | tenki              | *t’enkih           | *dɪ̨́ʼi         |
| '5'   | ʼalʦ’eni      | ʦielalo taljʦchani | *alʦ’ani           | *ašdlaʼi      |
| '6'   | gistaːni      | kušstani           | *k’ostaːni         | *gostán       |
| '7'   | konʦ’aɣi      | kanʦeogi           | *konʦ’aɣi          | *gos-tsʼidi   |
| '8'   | lk’edenc’ih   | ł’takolli          | ?                  | *ʦaːbi        |
| '9'   | ʦ’ilk’ey kole | leheʦetčo lgiʦičou | ?                  | *ngostʼáí     |
| '10'  | hwlazaːn      | koljužún tložon    | *kolozaːn          | *goneːznáː    |